# Hofzwerg

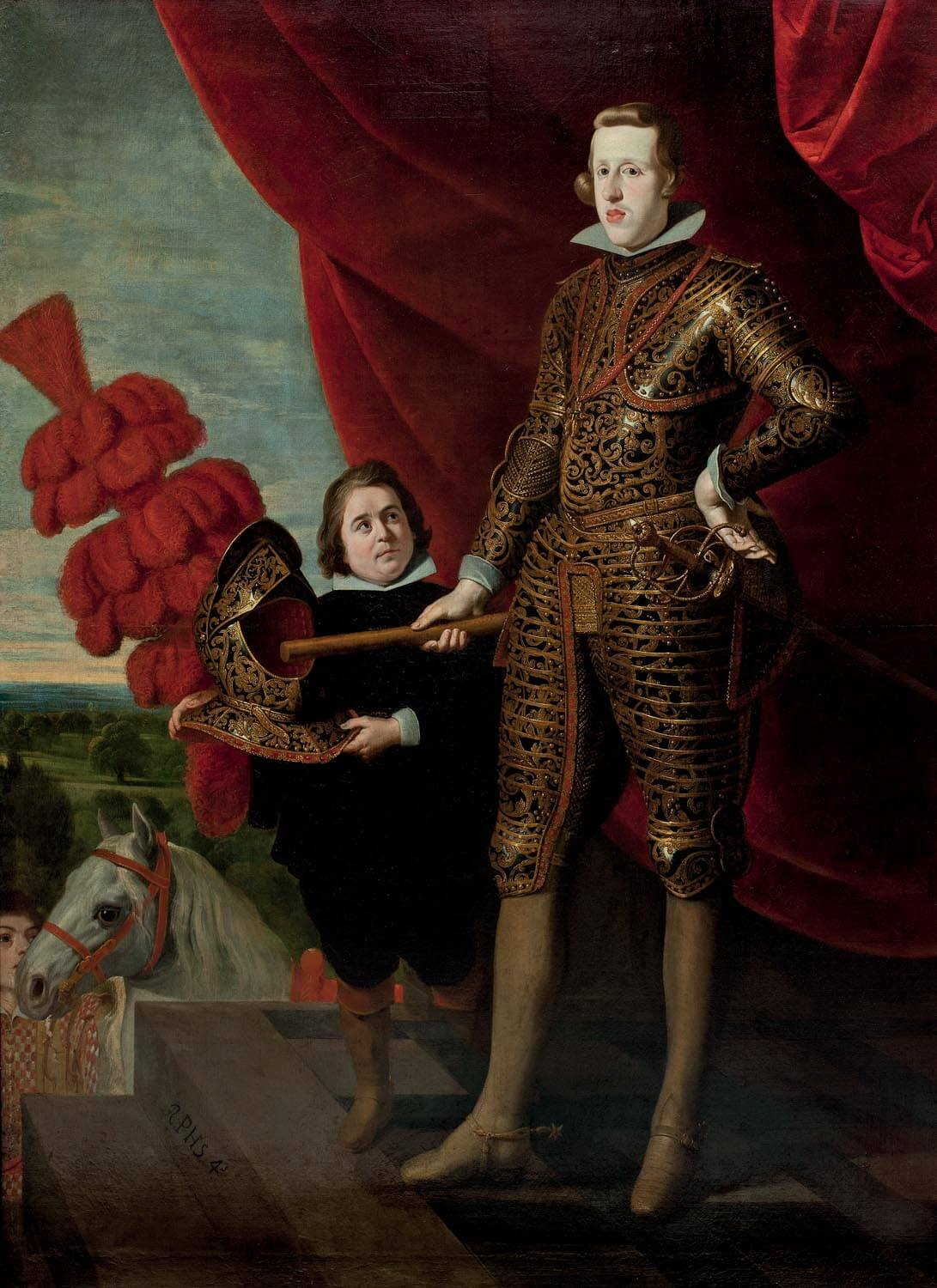
Gaspar de Crayer: Philipp IV. von Spanien mit einem Hofzwerg, um 1620–1625

Herrscher vergangener Jahrhunderte hatten an ihren Höfen häufig die Charge (das Amt) eines Hofzwergs zu vergeben. Die den Hofzwergen zugeteilten Aufgaben konnten vielfältiger Art sein, und es gab auch kleinwüchsige Frauen an den Höfen, die normalerweise zum Hofstaat einer adeligen Frau gehörten. In manchen Fällen hatte ein Hofzwerg zugleich die Position eines Hofnarren inne.

## Historisches
Kleinwüchsige Menschen lebten bereits in der Antike im Alten Ägypten und in China an den Höfen von Herrschern. In China wurden sie nicht immer gut behandelt, Konfuzius selber soll die Exekution einiger Hofzwerge befohlen haben, Kaiser Hsuan-Tung hielt sie in einem sogenannten „Rastplatz für begehrenswerte Monster“ und Kaiser Wu Di aus der westlichen Han-Dynastie importierte zahlreiche Kleinwüchsige als Sklaven. Als ein Provinzgouverneur namens Yang Cheng für die kleinen Menschen eintrat und dem Kaiser sagte, sie seien keine Sklaven, sondern seine Untertanen und sollten auch so behandelt werden, war Wu Di gerührt und ließ sie frei. Yang Cheng soll von einigen Familien der betroffenen Kleinwüchsigen vergöttlicht worden sein und sein Bild wurde noch jahrhundertelang verehrt. Hofzwerge gab es jedoch auch weiterhin am chinesischen Kaiserhof. Für den Hof der hunnischen ist in der Völkerwanderungszeit Zerkon belegt, der als kleinwüchsiger Hofnarr diente.

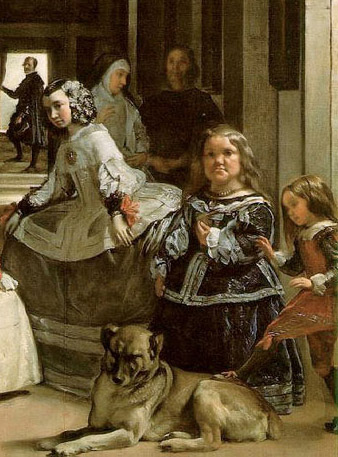
Die Hofzwergin Maria Bárbola und der Zwerg Nicolás de Pertusato, in Diego Velázquez: Las Meninas (Ausschnitt), 1656

Die besondere Rolle, die Zwergen noch an europäischen Herrscherhöfen des 15. bis 18. Jahrhunderts häufig zukam, erklärt sich aus allerhand Eigenschaften, die kleinwüchsigen Menschen zugeschrieben wurden. Sie wurden als Rätsel der Natur angesehen und man verband mit ihnen mystische Fähigkeiten, so dass sie häufig als Glücksbringer gesehen wurden. Gelegentlich wurden ihnen heilende Fähigkeiten zugeschrieben. Aufgrund ihrer Kleinheit waren sie nicht selten auch Spielkameraden für fürstliche Kinder (siehe z. B. Velázquez’ Gemälde Las Meninas oder sein Porträt Prinz Baltasar Carlos mit einem Zwerg), und konnten dann manchmal auch später die Rolle eines besonders nahestehenden und geliebten Vertrauten haben. Auch ein gewisser Hang zum Niedlichen, (scheinbar) Kindlichen und Unschuldigen könnte eine Rolle gespielt haben, ähnlich wie bei den zahlreichen Figuren von Putti, die man in der Kunst von Renaissance und Barock findet. Hofzwerge wurden auffällig häufig mit Tieren wie Hunden, exotischen Vögeln (Papageien, Kakadus) oder Äffchen dargestellt, scheinen sich also auch um die Tiere bei Hof gekümmert zu haben. Da große Hunde wie Doggen oder Schäferhunde neben einem Kleinwüchsigen oft beinahe wie ein Pferd wirken, könnte dieser optische Effekt auf Gemälden allerdings auch gewählt worden sein, um die Kleinheit eines Zwerges besonders hervorzuheben (z. B. Kardinal Granvelles Zwerg und Dogge von Anthonis Mor, um 1549–1560, Louvre, Paris).
Der Wunsch, sich mit Kleinwüchsigen zu umgeben, entstammte einem allgemeinen Interesse an wunderlichen oder „wundersamen“ Erscheinungen des Lebens. Bezeichnenderweise fällt die Blütezeit der Hofzwerge im 16. und 17. Jahrhundert zusammen einerseits mit dem schrecklichen Hexenaberglauben, andererseits mit der Erscheinung der sogenannten Wunderkammer. In der berühmten Kunst- und Wunderkammer von Schloss Ambras existiert z. B. ein Gemälde, auf dem ein Riese und ein Zwerg in Lebensgröße nebeneinander zu sehen sind, und daneben auch Darstellungen von merkwürdigen und seltenen Phänomenen, wie Männer mit vollkommen behaartem Gesicht, bärtige Frauen, behinderte Menschen etc. Die genannten Phänomene standen dabei auf einer ähnlichen Stufe mit anderen Raritäten der Natur, wie besondere Muscheln, kostbare Edelsteine, Objekte aus ungewöhnlichen Materialien wie Nautilusschnecken, Bezoare, Seychellennüsse, Narwalzähne, deren genaue Herkunft damals oft nicht bekannt und daher sagenumwoben war. So hielt man z. B. Narwalzähne für das Horn des sagenumwobenen Einhorns, dem wundersame Fähigkeiten zugeschrieben wurden. Eine ähnliche Aura des Wundersamen und Märchenhaften umgab also auch kleinwüchsige Menschen oder „Riesen“ und machte sie daher zu etwas Besonderem und Kostbarem, einem Faszinosum, das man bei Hofe gern um sich haben wollte.

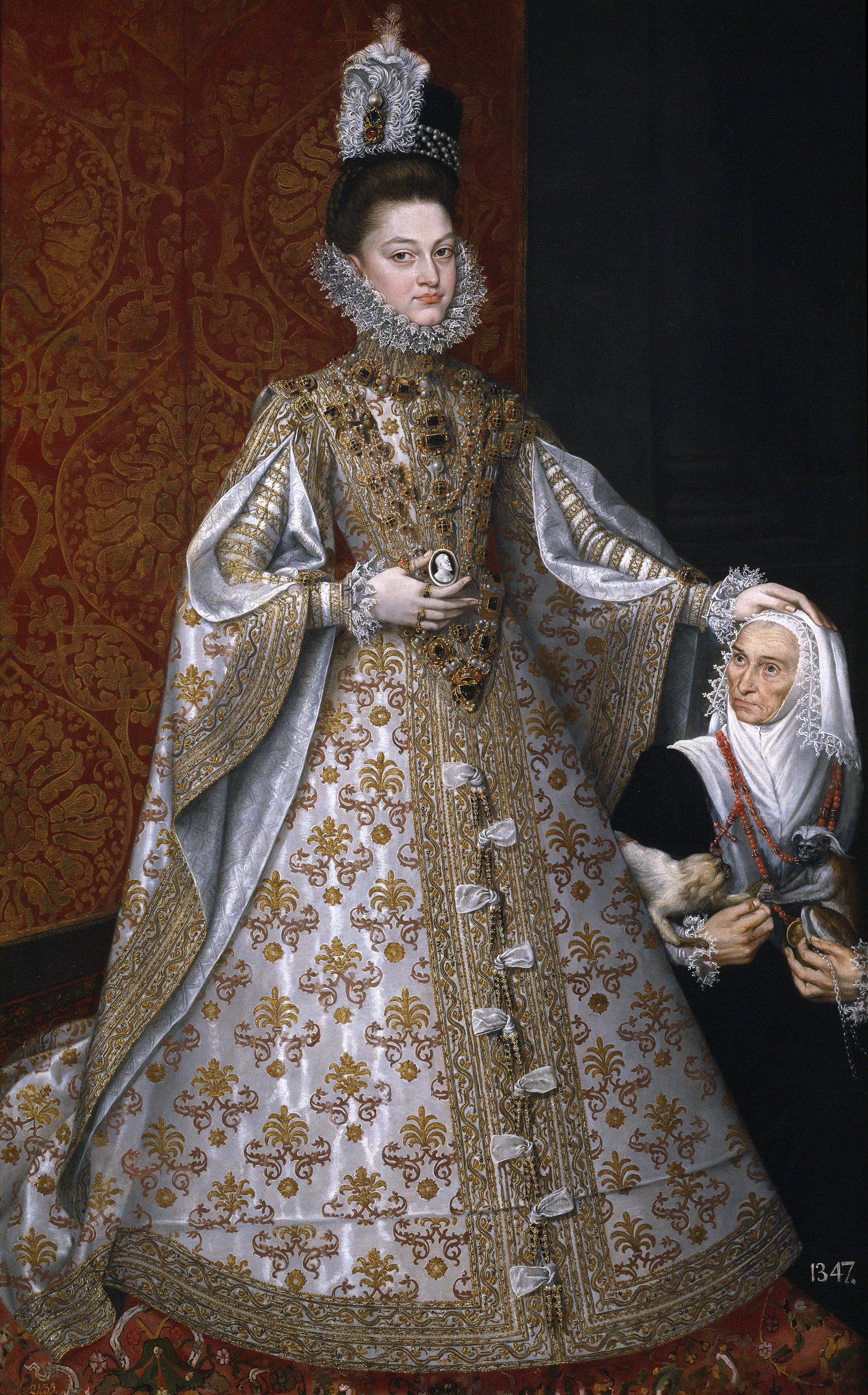
Alonso Sánchez Coello: Infantin Isabella Clara Eugenia und ihre Zwergin Magdalena Ruiz, 1585–1588, Prado, Madrid

Abgesehen von einem solchen beinahe ‚wissenschaftlichen‘ Interesse – allerdings noch nicht im modernen naturwissenschaftlichen Sinne – dürfte auch eine Rolle gespielt haben, dass Zwerge das Gegenteil einer ‚imposanten Erscheinung‘ darstellen. Daher konnten sie durch ihren Kontrast sowohl die Grandeur des Edelmannes oder die Schönheit und Anmut der Edeldame betonen (insbesondere in Porträts), aber auch eine vanitas-artige Mahnung darstellen, die den Fürsten und die Fürstin (und/oder den Betrachter) an die eigene Kleinheit und Zerbrechlichkeit hinter einer großartigen oder pompösen Fassade erinnerte. In vielen Fürstenporträts mit Zwerg oder Zwergin ist auch neben einer besonderen Zuneigung nicht zu übersehen, dass Zwerge und andere Behinderte für den Herrscher auch Schutzbefohlene waren. Fürst oder Fürstin halten ihre Hand schützend über dem Haupt von Zwerg oder Zwergin, die dabei wie ein Symbol und eine besonders sichtbare Verkörperung des Schwachen erscheinen – so wie es seit dem Mittelalter zu den ritterlichen (und adligen) Tugenden gehörte, die Schwachen zu beschützen. Beispielhaft ist dabei Coellos Porträt der Infantin Isabella Clara Eugenia mit ihrer Zwergin Magdalena Ruíz, doch findet sich dieselbe liebkosende oder schützende Geste in ähnlicher Weise in diversen anderen Porträts.
Ähnlich wie (andere) behinderte Menschen oder sogenannte Krüppel traten Hofzwerge jedoch auch in der Funktion eines Hofnarren in Erscheinung, die gerade wegen ihrer bereits äußerlich sichtbaren „Unwichtigkeit“ und Kleinheit Dinge aussprechen durften und sich alles Mögliche herausnehmen konnten, was normale Sterbliche oder Höflinge, die an die strenge Hofetikette gebunden waren, sich nicht einmal im Traum hätten erlauben dürfen. Natürlich konnten sie auch zu einem harmlosen Amüsement und zur Heiterkeit der Herrscher beitragen. Unter Umständen umgab sich ein Herrscher mit einer größeren Gruppe von ungewöhnlich aussehenden Menschen. Es kann jedoch keineswegs davon ausgegangen werden, dass man einfach über Kleinwüchsige oder Behinderte an sich lachte (oder sich über sie lustig machte), sondern dass die Hofzwerge, die den Beruf eines Narren ausübten, bestimmte humorvolle und witzige Qualitäten mitbringen mussten, die nicht jeder besaß. Dass das besondere Aussehen dabei zu besonderen Effekten oder „Theatercoups“ ausgenutzt werden konnte, versteht sich von selbst, z. B. wenn bei einem Gala-Diner ein Hofzwerg zur Überraschung der Anwesenden aus einer Pastete heraussprang. So geschehen z. B. bei einem Fest, das der Herzog von Buckingham für König Karl I. von England und seine Gemahlin gab und wo der ungewöhnlich hübsche und kleine Jeffery Hudson (1619–1682) der Pastete entstieg. Königin Henrietta war so entzückt über den Scherz und das Männlein, dass sie ihn sofort adoptierte, und sich auch von van Dyck mit ihm malen ließ.

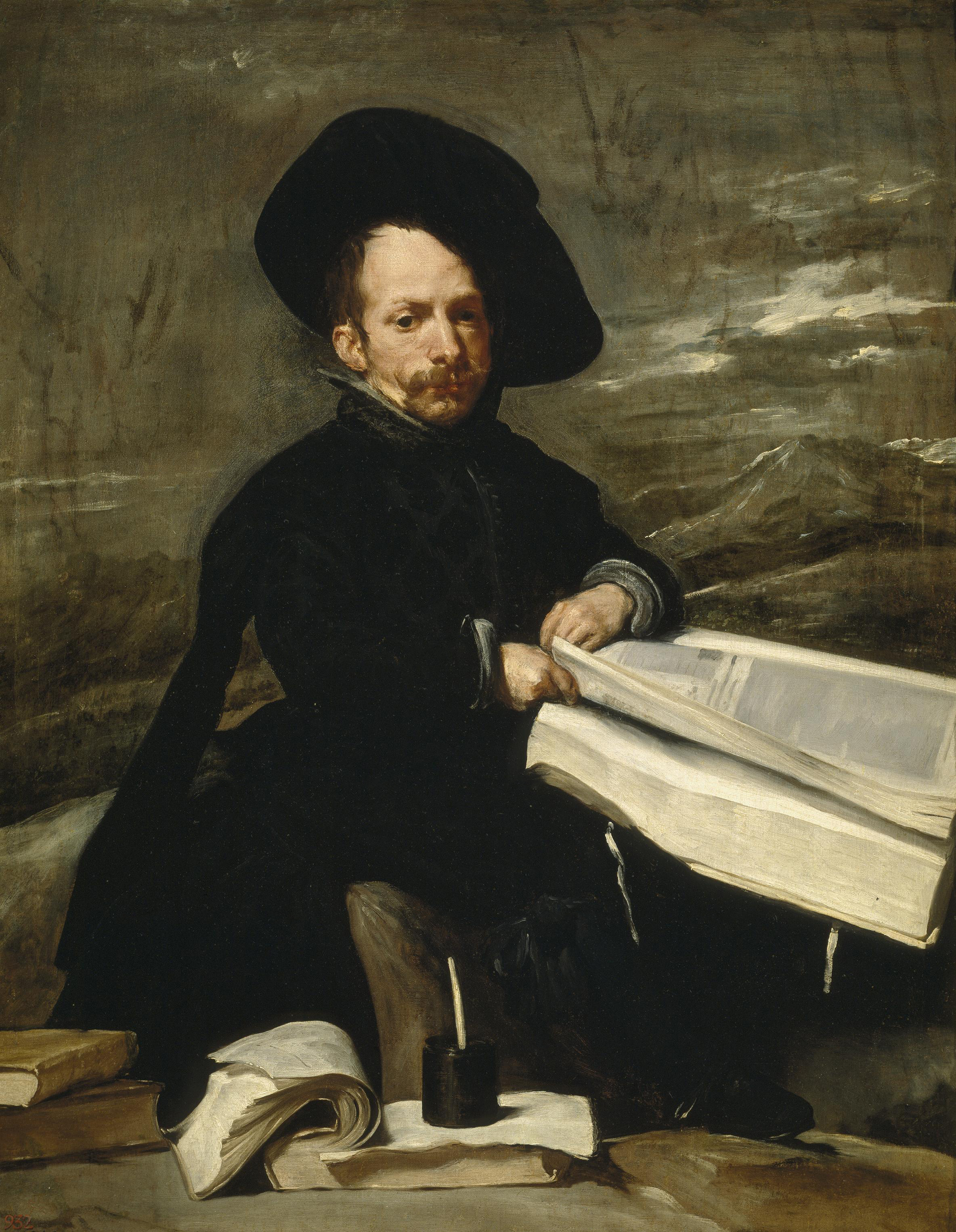
Diego Velázquez: Ein Hofzwerg mit Büchern, vermutlich Don Diego de Acedo gen. „el Primo“ (Prado, um 1645)

Besonders verbreitet scheint die Sitte der Hofzwerge am spanischen Hof gewesen zu sein, der auf der anderen Seite berüchtigt für sein strenges Hofzeremoniell war und auch Vorreiter der besonders strengen und einengenden spanischen Hoftracht war. Die Vermutung liegt nahe, dass Hofzwerge und -narren ein gewisses Gegengewicht und eine Auflockerung dieser Strenge schaffen sollten. Sie wurden im 16. und 17. Jahrhundert nicht selten zusammen mit einem Mitglied der königlichen Familie – dem König selber, der Königin oder den Infanten – gemalt, von Malern wie Alonso Sánchez Coello, Frans Pourbus d. J., Rodrigo de Villandrado, Gaspar de Crayer, Diego Velázquez, Juan Carreño de Miranda u. a. Die heutzutage wohl bekanntesten spanischen Hofzwerge lebten am Hof Philipps IV. und wurden von Velázquez porträtiert, darunter (wahrscheinlich) Francisco Lescano, genannt „el Niño de Vallecas“ (der Junge aus Vallecas), Diego de Acedo und Sebastián de Morra. Auch auf Velázquez berühmtem Gemälde Las Meninas sind neben der Infantin und ihren Hoffräulein die Hofzwergin Maribárbola und der Zwerg Nicolás de Pertusato zu sehen. Spanische Infantinnen, die ins Ausland verheiratet wurden, wie beispielsweise Maria Teresa von Spanien oder ihre Halbschwester Margarita, nahmen häufig Zwerginnen mit. Diese hatten dann oft eine wichtige Vertrauensposition und durften beispielsweise die Schokolade der Königin zubereiten – ein damals noch ganz neues Produkt aus Amerika und eine wesentlich kompliziertere Aufgabe als ein modernes Kakaogetränk zu mixen.
Zu den ersten Herrschern in Mitteleuropa, von deren Höfen Berichte über Zwerge überliefert sind, gehört auch Rudolf II. (1552–1612), der am spanischen Hof erzogen worden war, und der auch ein besonders starkes Interesse an Alchemie, Goldmacherei und an der magischen und esoterischen Heilwirkung von Edelsteinen hatte; er war ein besonders leidenschaftlicher Sammler, der fast ausschließlich für seine Kunst- und Wunderkammer lebte. Auch seine Hofzwerge waren berühmt, begehrt und berüchtigt. Viele Adlige in Rudolfs Umfeld strebten danach, es ihm gleichzutun.
Besonders erstrebenswert schien es, einen Zwerg als Kammerdiener, Page, Butler oder Sekretär zu haben. Der folgende Textauszug aus Otto Flakes Buch über den Türkenlouis stellt einen besonders extremen und auch für die Zeit um 1700 etwas ‚entarteten‘ Fall einer Vorliebe für Hofzwerge dar:
„Wenn auch im Hause Neuburg nicht viel Geld zu finden war, so muss Maria Franziska doch einiges mitgebracht haben, sonst wären die achtunddreißig Zwerge, die sie sich hielt und die eine neue Note in das Baden-Badener Stadtbild fügten, unverständlich. Sie gab ihnen Namen wie Dürrschnabel und Dürrschnablin, stiftete auch gern Ehen zwischen ihnen. Markgraf Wilhelm befahl ihr, als es ihm zu arg wurde, dreißig zu entlassen.“
Die Sitte der Hofzwerge endete in der Zeit der Aufklärung.
Für die Nachwelt wird eine korrekte Einschätzung des historischen Phänomens teilweise durch eine unangemessene Darstellung von Autoren erschwert, die in ihre Texte noch bis in die jüngste Vergangenheit nicht selten massive eigene Vorurteile und Abneigungen einfließen ließen. Dies zeigt sich z. B. in der Wahl diskriminierender Vokabeln oder negativer Ideen, die mit der Realität von kleinwüchsigen Menschen zu keiner Zeit etwas zu tun hatten. Als Beispiele seien einige Fälle aus der Kunstgeschichte genannt: 1964 schrieb Richard Tüngel in seinem Buch über den Prado und über die Porträts von Hofzwergen und -narren von Velázquez pauschal von „Bildnissen der Narren, Idioten und Mißgeburten“. Die Zwergin Maria Bárbola auf dem Gemälde Las Meninas bezeichnet er gar als „eine besonders häßliche Mißgeburt“, und bezüglich des Porträts des Hofzwerges mit Büchern (Don Diego de Acedo, gen. „El Primo“, siehe Abb. oben) spricht er zwar von der „am tiefsinnigsten dargestellten Gestalt unter den Narren“, bezweifelt jedoch zugleich und grundlos dessen Intelligenz und Fähigkeit zu lesen, stattdessen unterstellt er ihm „Unsinnigkeit seines Tuns“. Noch Ende des 20. Jahrhunderts unterläuft dem Velázquez-Biografen López-Rey in einem zwar insgesamt neutraleren Text zu dem gleichen Gemälde die Bemerkung: „die Tatsache, daß es sich auch bei diesem Modell um einen debilen Zwerg handelt…“. Auch im Zusammenhang mit dem als Don Sebastián de Morra bekannten Porträt (um 1645, Prado, Madrid) spricht er von „Debilität“. Die genannten Einschätzungen sind durch das Aussehen der betreffenden Hofzwerge auf den genannten Bildern keinesfalls gerechtfertigt – sie wirken im Gegenteil intelligent.
Auch im 19. und 20. Jahrhundert stellten und stellen kleinwüchsige (und riesenwüchsige) Menschen noch ein Faszinosum und eine beliebte Attraktion für die normalgroße Menschheit dar. Eine literarische Verarbeitung des Themas schuf Wilhelm Hauff mit dem Märchen vom "kleinen Muck" (1826), dessen Titelfigur zeitweise als Hofzwerg an einem Königshof lebt. Die Nachfahren der echten Hofzwerge arbeiteten im Zirkus und in der Filmindustrie, z. B. Charles Stratton oder die Familie Ovitz, die tragischerweise im KZ Auschwitz landete, es aber überlebte. In jüngerer Vergangenheit verkörperten Schauspieler wie Warwick Davis (Willow) oder die Französin Mimie Mathy (Joséphine, ange gardien) märchenhafte Wesen im Film, und ihre Kleinheit steht dabei im Zentrum der Aufmerksamkeit und macht sie bei vielen Menschen besonders beliebt, ähnlich wie einst die Hofzwerge. In den Angélique-Filmen der 1960er Jahre spielte der kleinwüchsige Roberto den sympathischen Bettler Barcarolle, der zum Hofzwerg aufsteigt.

## Die Mode witziger Zwerge in der Kunst

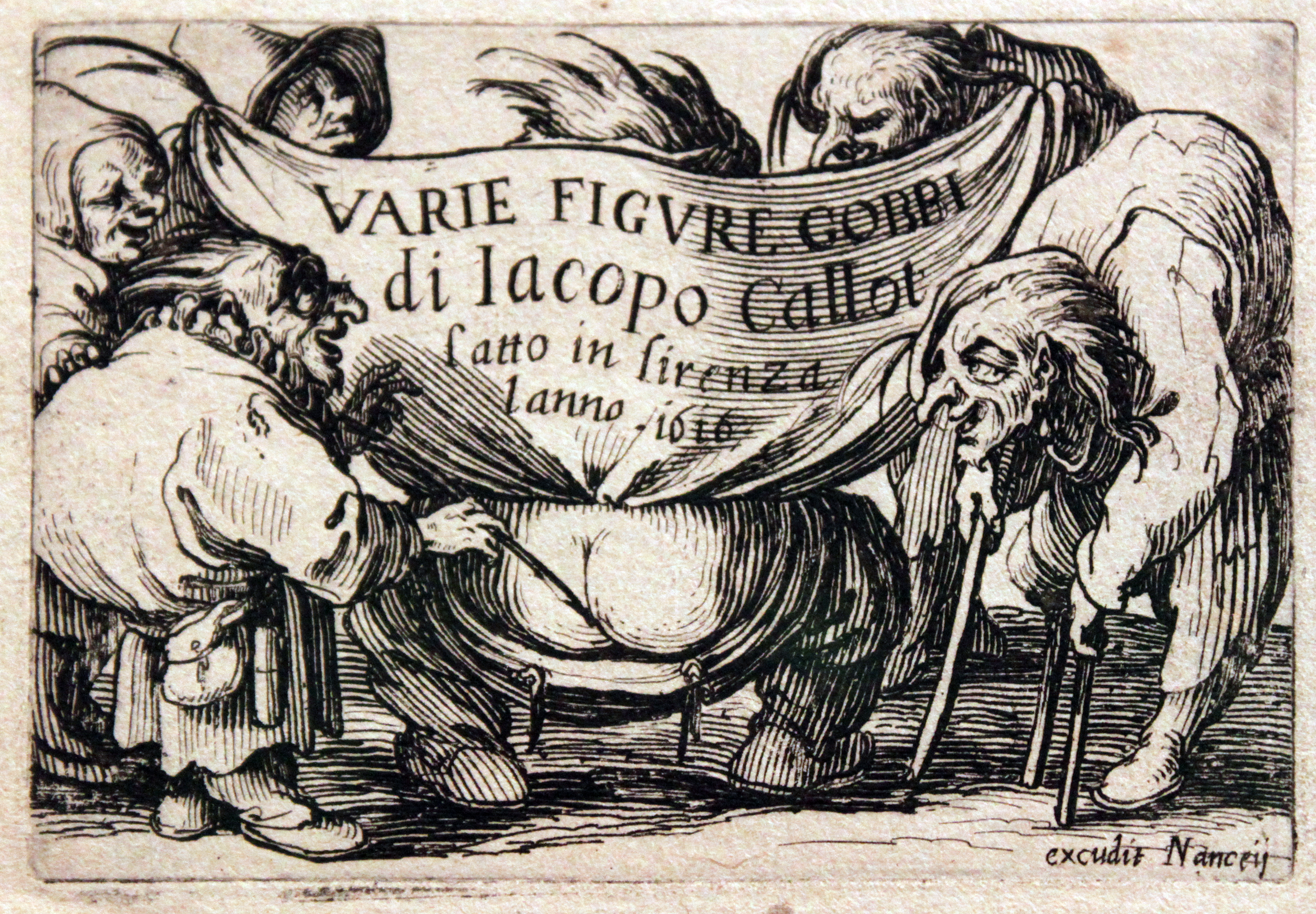
Jacques Callot: Deckblatt der Sammlung Varie Figure Gobbi, 1616

Der Kupferstecher und Karikaturist Jacques Callot veröffentlichte 1616 in Florenz eine grotesk-komische Sammlung namens Varie Figure Gobbi mit Stichen von zwergenhaften Scherzfiguren bzw. clownesken Zwergen – der nach ihrem Schöpfer sogenannten Callotti. Diese sind allerdings reine Fantasiefiguren, eine Art Karikaturen menschlicher Schwächen und sehr wahrscheinlich auch beeinflusst durch die Witzbolde der italienischen Commedia dell’arte. Callots Sammlung hatte großen Erfolg und fand später auch Nachahmer, vor allem in Deutschland mit Martin Engelbrechts Stichfolge Callotto resuscitato oder neueingerichtetes Zwerchen Cabinet (1710–1750), wo menschliche Schwächen und Eitelkeiten noch deutlicher aufs Korn genommen werden, oder mit den sogenannten Zwergenkalendern. Die Callotti inspirierten auch die Goldschmiede und Juweliere, die winzige groteske Zwerglein (und andere Figuren) aus wertvollen Materialien, vor allem mit Körpern aus Barockperlen, herstellten. Dies Alles führte außerdem zu der Mode barocker Gartenzwerge, wie man sie in manchen barocken Schlossparks besonders in Mitteleuropa noch heute sehen kann. Die berühmteste Sammlung solcher Zwergenstatuen befindet sich im Mirabellgarten des Schlosses Mirabell in Salzburg, eine weitere mit 12 Figuren im Schlossgarten von Schloss Lamberg bei Steyr.
Inwieweit die Mode der Callotti, der Perl- und der Gartenzwerge einen Bezug zu der realen Welt der Hofzwerge hatte, kann heutzutage höchstens vermutet werden. Über eine allgemeine barocke Faszination an den kleinwüchsigen Menschen hinaus, könnte Callot selber von Hofzwergen und -narren sowie Komödianten am Hofe von Cosimo II. de’ Medici in Florenz inspiriert gewesen sein. Auch das Phänomen des bekannten kurpfälzischen Hofzwerges und Narren Perkeo, der für seine „Trinkfestigkeit“ berühmt war, nach den Maßstäben der modernen Medizin jedoch ein schwerer Alkoholiker war, scheint einen direkten Zusammenhang zu einigen trinkenden Zwergenfiguren von Callot oder aus der barocken Goldschmiedekunst zu haben – sein Verhalten entsprach jedenfalls einer bereits bestehenden Vorstellung.

## Berühmte Hofzwerge

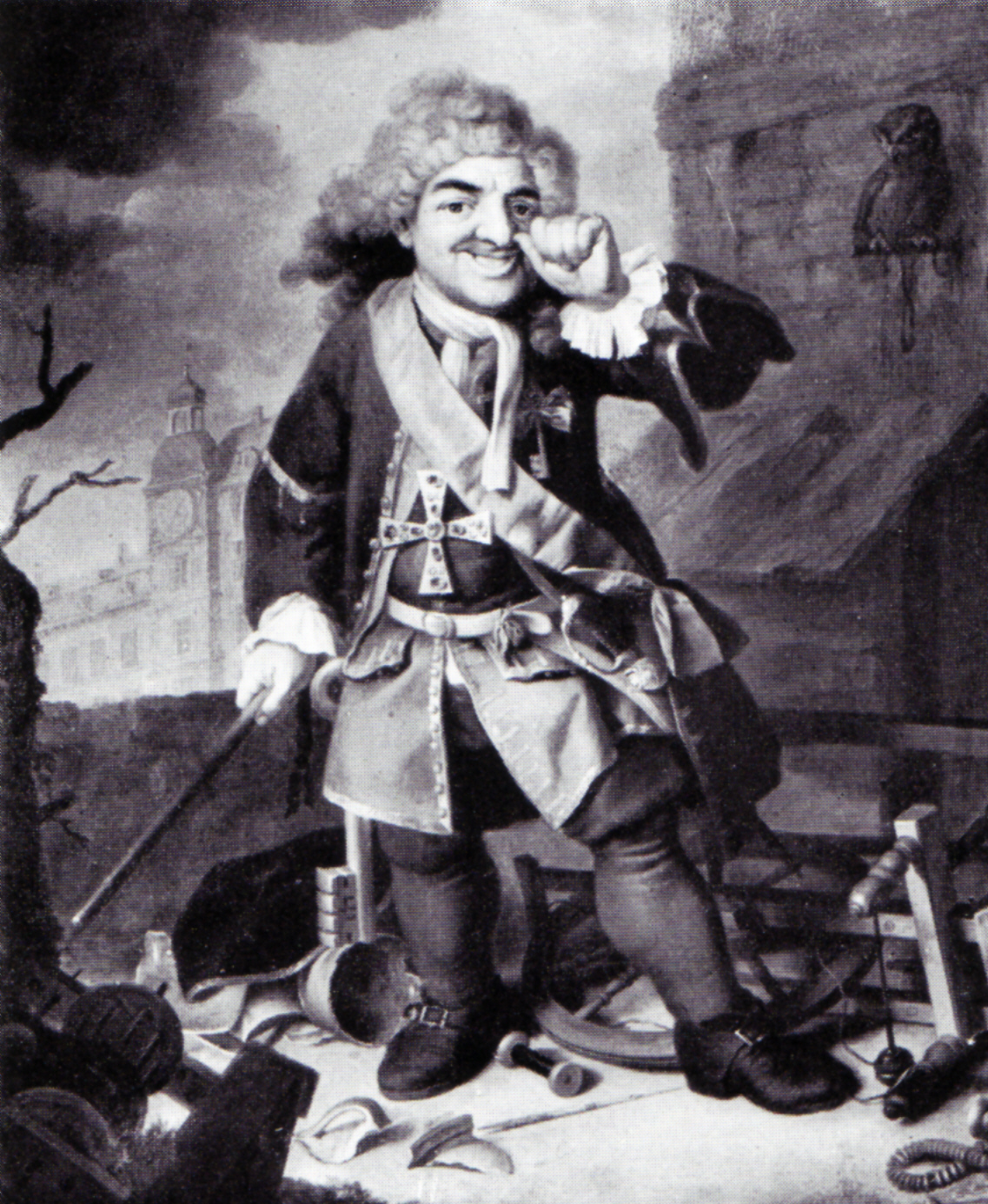
Der kurpfälzische Hofnarr Perkeo auf einem Kupferstich von Johann Georg Dathan

- Agnieszka (* und † im 16. Jahrhundert), Hofzwergin, Hofdame, Sekretärin und Vertraute der polnischstämmigen Prinzessin Sophia Jagiellonica und späteren Herzogin Sophie von Braunschweig-Lüneburg, Fürstin von Braunschweig-Wolfenbüttel.
- Johann Tramm d. J. aus Stammbach (11. Dezember 1689 – 1. Juli 1710) war der Lieblings-Hofzwerg der Christiane Eberhardine von Brandenburg-Bayreuth. Er wurde verewigt am Markgrafenbrunnen vor dem Neuen Schloss in Bayreuth.[29]
- Georg Wilhelm Laubenberg (1693–1714) war der Hofzwerg des Markgrafen Georg Wilhelm. Er wurde der „Kleine Wilhelm“ genannt und starb bei einem Reitunfall. Sein von Elias Räntz geschaffenes Epitaph steht heute in der Corps de Logis des Neuen Schlosses in Bayreuth.
- François de Cuvilliés der Ältere (1695–1768) war ein Baumeister, Bildhauer und Stuckateur, von dem prägende Einflüsse auf das bayerische Rokoko ausgingen. Er war vom bayerischen Kurfürsten Max Emanuel als Hofzwerg angestellt worden. Dieser ließ ihn in München und Paris zum Architekten ausbilden.
- Perkeo (1702–1735), sein bürgerlicher Name war offenbar Johannes Clement, war um 1720 Hofnarr und Kammerherr des Kurfürsten Karl Philipp von der Pfalz und war für seinen fast unersättlichen Durst und entsprechend hohen Weinkonsum bekannt. Die Erinnerung an ihn wird durch ein Gedicht von Joseph Victor von Scheffel wachgehalten. Der Name „Perkeo“ soll daher rühren, dass er auf die Frage, ob er das große Heidelberger Fass leertrinken könne, mit Perché no (ital. für „Warum nicht?“) geantwortet habe.
- Nicolas Ferry (1741–1764), genannt „Bébé“ (Baby), war der Hofzwerg des polnischen Königs Stanislaus I. Leszczyński. Die Untersuchung seines Skeletts war ein wichtiger Schritt bei der Beschreibung des Seckel-Syndroms.

## Galerie

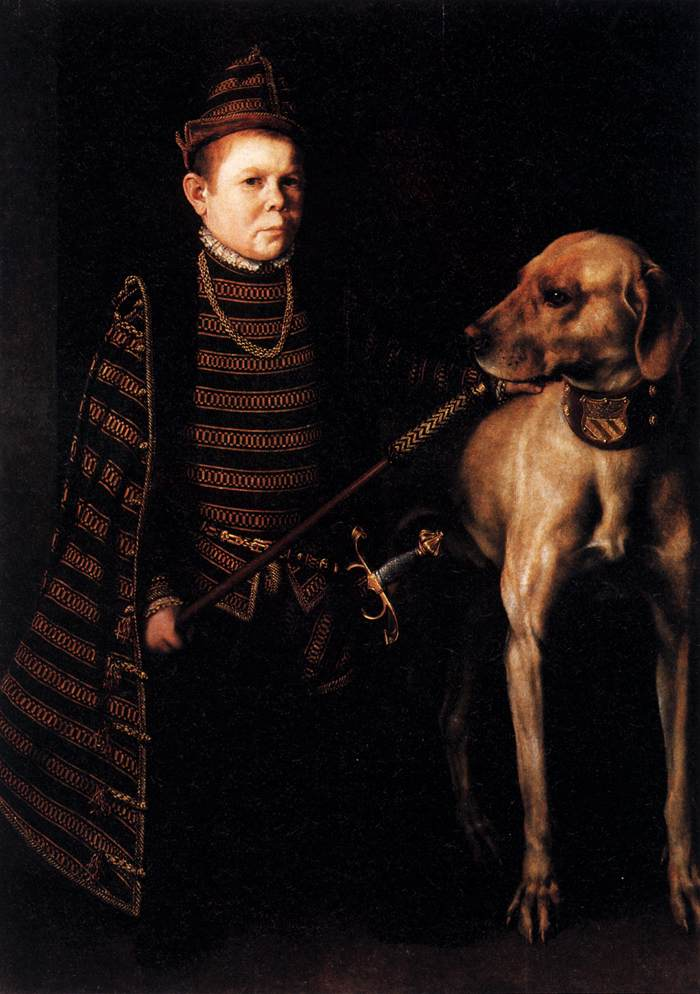
Anthonis Mor (?): Kardinal Granvelles Zwerg und Dogge, um 1549–1560, Louvre, Paris
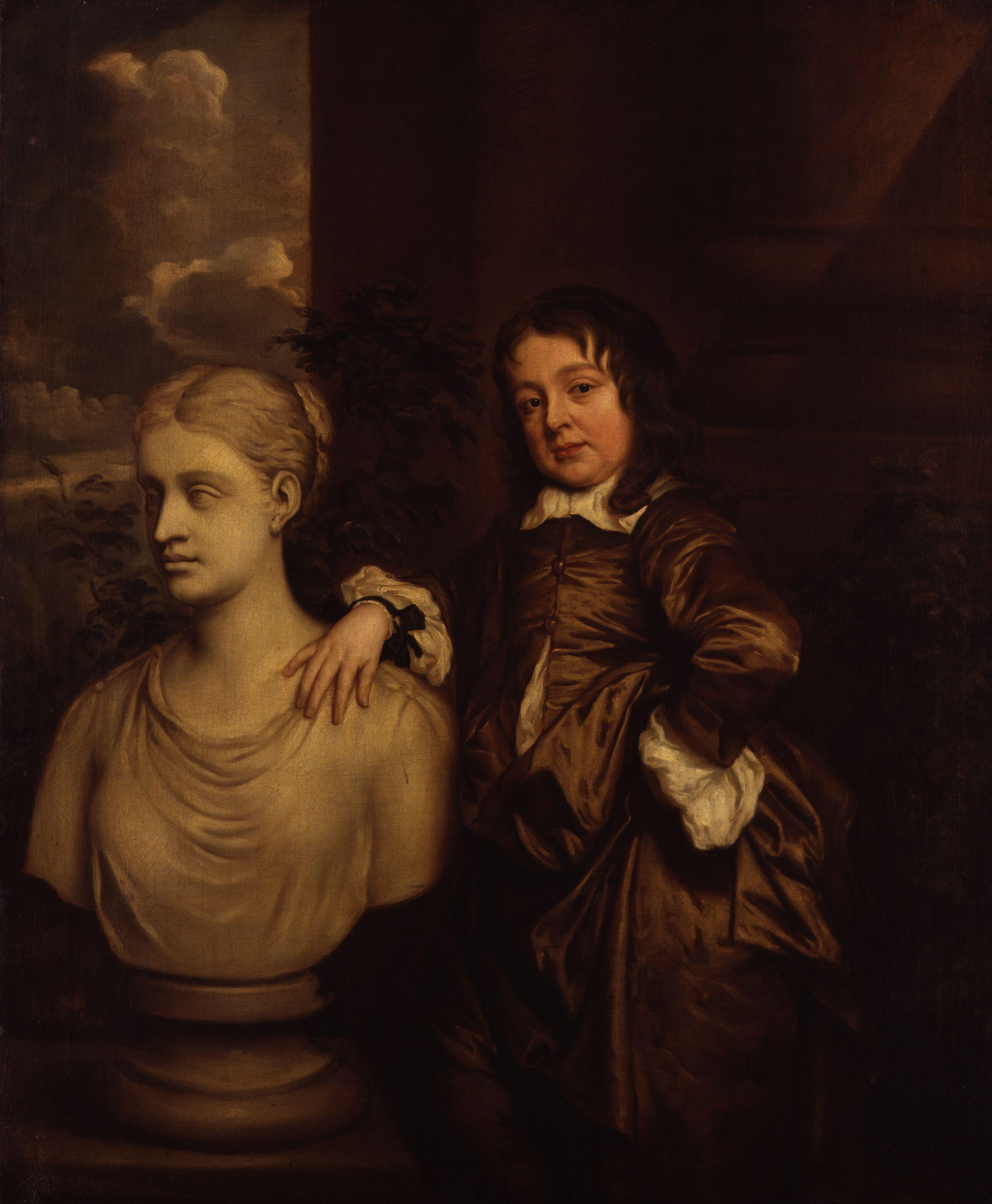
Peter Lely: Der kleinwüchsige Miniaturmaler Richard Gibson, 1658, National Portrait Gallery, London
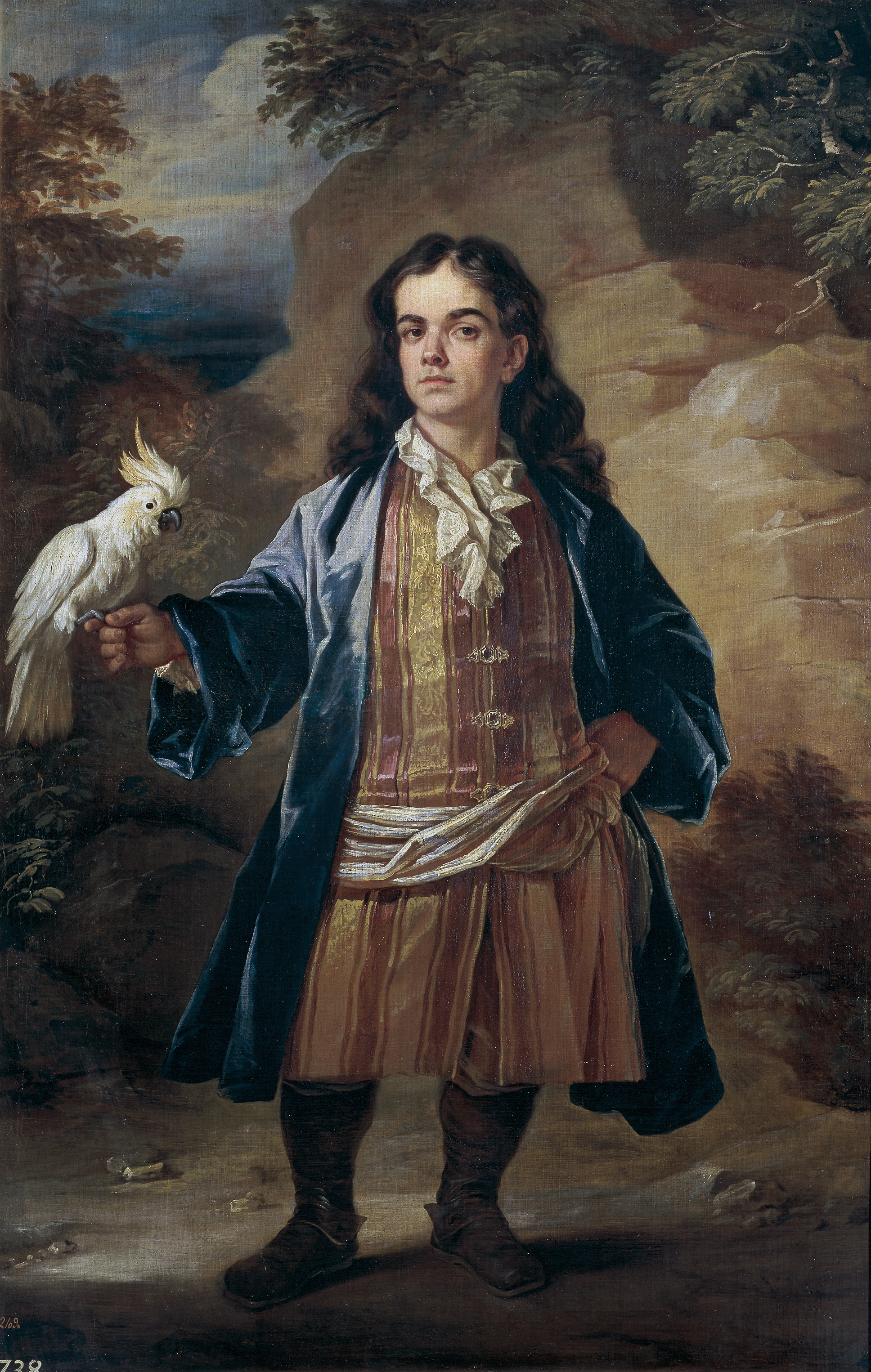
John Closterman: Ein Hofzwerg mit Kakadu, Prado, Madrid
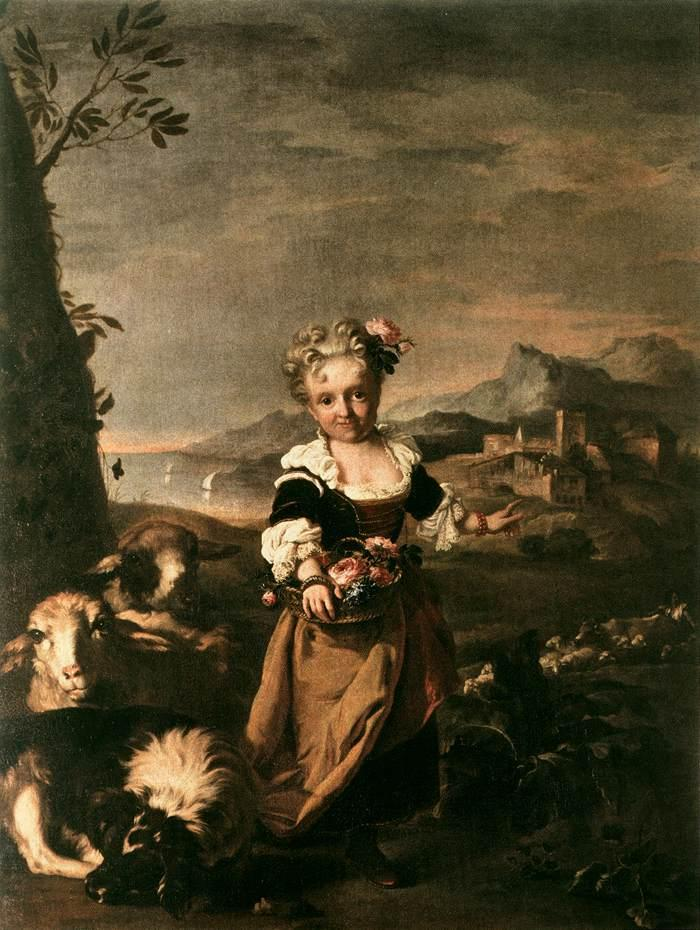
Niccolò Cassana: Angiola Biondi, eine Zwergin im Dienst der Violante Beatrice von Bayern, 1707 (Palazzo Pitti, Florenz)